# Public Domain (album)
Public Domain (sottotitolato Songs from the Wild Land) è un album del musicista statunitense Dave Alvin, pubblicato nel 2000.
In un'intervista a No Depression, Alvin ha dichiarato che durante il periodo della malattia terminale di suo padre, avrebbe fatto escursioni in montagna e avrebbe cantato canzoni popolari. "Questo mi ha dato l'idea per il disco Public Domain. Alla fine mi sono reso conto che quelle canzoni popolari sono la terapia dei poveri...  Il motivo per cui sono diventate di pubblico dominio è che hanno toccato un nervo scoperto. Sei gettato in questo mondo in cui accadono cose brutte - morte tragica e ingiustizia economica - quindi come gestirle? Beh, un modo per affrontarle è in queste canzoni. È un modo per spiegare il mondo."
La canzone The Murder of the Lawson Family è stata registrata da The Stanley Brothers nel marzo 1956. È basata sull'omicidio di massa della sua famiglia da parte di Charlie Lawson.
Alla 43ª edizione dei Grammy Awards l'album ha vinto il Grammy Award come miglior album folk tradizionale.

## Tracce
1. Shenandoah – 4:08
2. Maggie Campbell Blues – 3:26
3. A Short Life of Trouble – 3:41
4. What Did the Deep Sea Say – 3:01
5. Engine 143 (A.P. Carter, Traditional) – 3:56
6. Delia – 3:38
7. Dark Eyes – 3:59
8. Walk Right In (Gus Cannon, Hosea Woods) – 3:28
9. Murder of the Lawson Family – 4:18
10. Don't Let Your Deal Go Down – 4:35
11. Railroad Bill – 3:27
12. Texas Rangers – 5:07
13. Mama, 'Tain't Long For Day – 3:19
14. East Virginia Blues – 4:17
15. Sign of Judgment (Kid Prince Moore) – 3:45
16. Untitled Instrumental Track (E. Smith) – 3:01